# Hexamerón

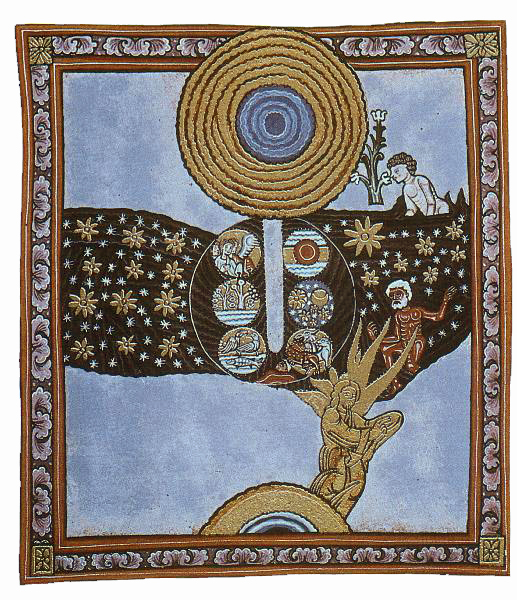
Representación de los seis días de la Creación.

El término Hexamerón (griego: Ἡ Ἑξαήμερος Δημιουργία Hē Hexaēmeros Dēmiourgia) se refiere tanto al género de tratados teológicos que describe la obra de Dios en los seis días de la Creación o a los seis días de la creación en sí.

## Descripción
Muy frecuentemente estas obras teológicas toman la forma de comentarios sobre Génesis I. Como género, la literatura hexameral fue muy popular en la iglesia antigua y medieval. La palabra deriva su nombre de las raíces griegas hexa-, que significa "seis", y hemer-, que significa "día".
Tomando como base la cuenta del Génesis, los días de la creación serían los siguientes:
1. La luz.
2. El firmamento del Cielo.
3. La separación del agua y de la tierra, creación de la vida vegetal.
4. El sol, la luna y las estrellas.
5. La vida marina y las aves.
6. Los animales de la tierra y el hombre y la mujer.
7. El séptimo día está reservado para el descanso (Sabbath), por lo que no se cuenta.

A partir de este marco, los autores cristianos y judíos han escrito tratados que abarcan una amplia variedad de temas, incluyendo la cosmología, la ciencia, la teología, la antropología teológica y la naturaleza de Dios.
Basilio de Cesarera escribió una temprana e influyente serie de homilías alrededor de 370 a.C. considerada el Hexamerón más antiguo existente, aunque se ha sostenido que el verdadero iniciador sería Filón de Alejandría. Basilio realizó el trabajo en un principio como una serie de sermones y solo más tarde fueron recogidos en una obra escrita que supuso una gran influencia entre los líderes de la iglesia primitiva.
Entre los Padres latinos, Ambrosio de Milán y Agustín de Hipona escribieron algunos de los primeros ejemplos de literatura hexameral. El Hexamerón de Ambrosio, escrito en latín, está fuertemente influido por la obra de Basilio del mismo nombre y es, tal vez, el más influyente.
Por contraposición, Agustín escribió varias obras que sirven como comentarios sobre la narración del Génesis, incluyendo la sección final de las Confesiones y El comentario literal al Génesis (publicado en 416). Sus comentarios están influidos por Platón y la biología griega. Uno de los elementos más influyentes de los escritos de Agustín es su argumento de que Dios creó el mundo de una sola vez. Al mismo tiempo, esta creación instantánea incluiría una progresión de sucesos. Por lo tanto, la creación ocurrió durante seis días y en un solo evento.
Junto a los anteriores, pueden señalarse también las obras de:
- Jacobo de Sarug, siglos V-VI, Siria[6]
- Beda El Venerable, In Genesim.
- Anastasio Sinaíta, Hexameron
- Enrique de Langenstein (1385), Lecturae super Genesim[7]
- Juan el Exarca, Hexameron, s. IX, Preslav, Bulgaria

Siguiendo a estas figuras, otros escritores medievales comoTomás de Aquino, Buenaventura y Roberto Grosseteste también escribieron literatura hexameral.
La literatura hexameral se extendió hasta los comiencos de la edad moderna con la Sepmaines de Du Bartas y El Paraíso Perdido de John Milton. De acuerdo a Alban Forcione a finales del siglo XVI y principios del XVII  se desarrolló un 'teatro hexameral' y, en particular, el holismo visionario representado por el De la creación del mundo (1615) de Alonso de Acevedo. La cúspide se alcanza entre Du Bartas, muy influyente en su tiempo, y Milton, dado que el distinto enfoque de este último marca el final efectivo del género.

## Lecturas complementarias
- Freibergs, Gunar. "The Medieval Latin Hexameron from Bede to Grosseteste," Ph.D. dissertation (unpublished), University of Southern California, 1981.
- E. Grant. Science and Religion, 400 BC-AD 1550: From Aristotle to Copernicus. Baltimore: Johns Hopkins University Press, 2004.
- C. Kuehn and J. Baggarly, eds. and trans. Anastasius of Sinai: Hexaemeron (OCA 278). Roma: Pontificio Istituto Orientale, 2007.
- F.E. Robbins. The Hexaemeral Literature: A Study of the Greek and Latin Commentaries on Genesis. Chicago: University of Chicago Press, 1912.
- Rudolph, Conrad, "In the Beginning: Theories and Images of Creation in Northern Europe in the Twelfth Century," Art History 22 (1999) 3-55
- Williams, Arnold. The Common Expositor: An Account of the Commentaries on Genesis, 1527-1633, The University of North Carolina Press, 1948.
- Basil of Caesarea, Hexaemeron, London, 2013. limovia.net ISBN 9781783362110